# Groupe de comètes
Un groupe de comètes est un ensemble de comètes, ou de fragments cométaires, ayant des orbites très similaires et supposés provenir de la désintégration d'un même corps parent.

## Liste de groupes
- Groupe de Kreutz, probablement issu de la comète X/1106 C1 (liste (en))
- Groupe de Meyer
- Groupe de Kracht
- Groupe de Kracht II : 322P/SOHO, C/2008 L6 et C/2008 L7 (ces deux dernières issues de la fragmentation de C/2002 R5 (SOHO))[1]
- Groupe de Marsden
- Groupe de Liller : C/1988 A1 (Liller) (double), C/1996 Q1 (Tabur) (désintégrée), C/2015 F3 (SWAN) (en)[2] (désintégrée), C/2019 Y1 (ATLAS) (désintégrée)[3].

- 252P/LINEAR (double) et P/2016 BA14 (PANSTARRS) (en) (double)[3].

## Liste de paires
- C/1988 F1 (Levy) et C/1988 J1 (Shoemaker-Holt)[2]
- C/1847 C1 (Hind) et un objet observé en 1921 par l'Observatoire Lick[2]

## Comètes fragmentées
- C/2019 Y4 (ATLAS) : 4 fragments : A, B, C et D.